# Ondskapt

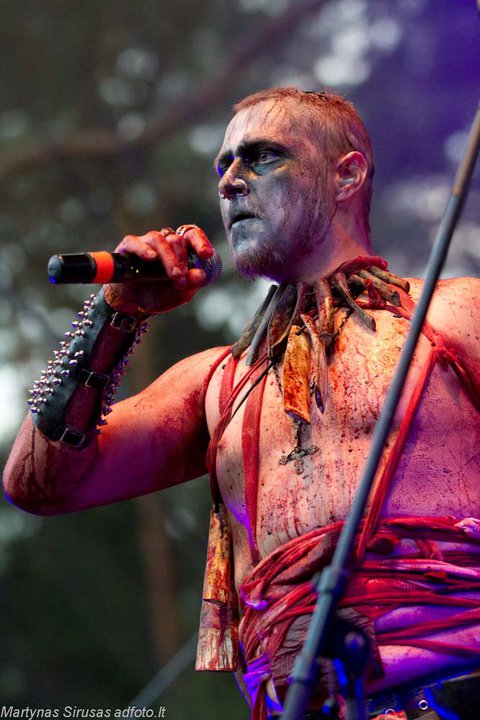
Optreden van Ondskapt in 2011

Ondskapt  is een Zweedse blackmetalband die in 2000 werd opgericht in Stockholm. De teksten van de band gaan voornamelijk over duivelsaanbidding en doodsverering.  Momenteel staan ze onder contract bij het Franse label Osmose Productions. Leden van Ondskapt zijn in het verleden ook actief geweest in bands als IXXI en Shining.

## Huidige bandleden
- Acerbus - zang, gitaar
- Wredhe - gitaar
- Avsky - basgitaar
- M. Hinze - drums

## Discografie
- Slave Under His Immortal Will (EP) (2001)
- Draco Sit Mihi Dux (2003)
- Dödens Evangelium (2005)
- Arisen From the Ashes (2010)